# Osmo Lindeman

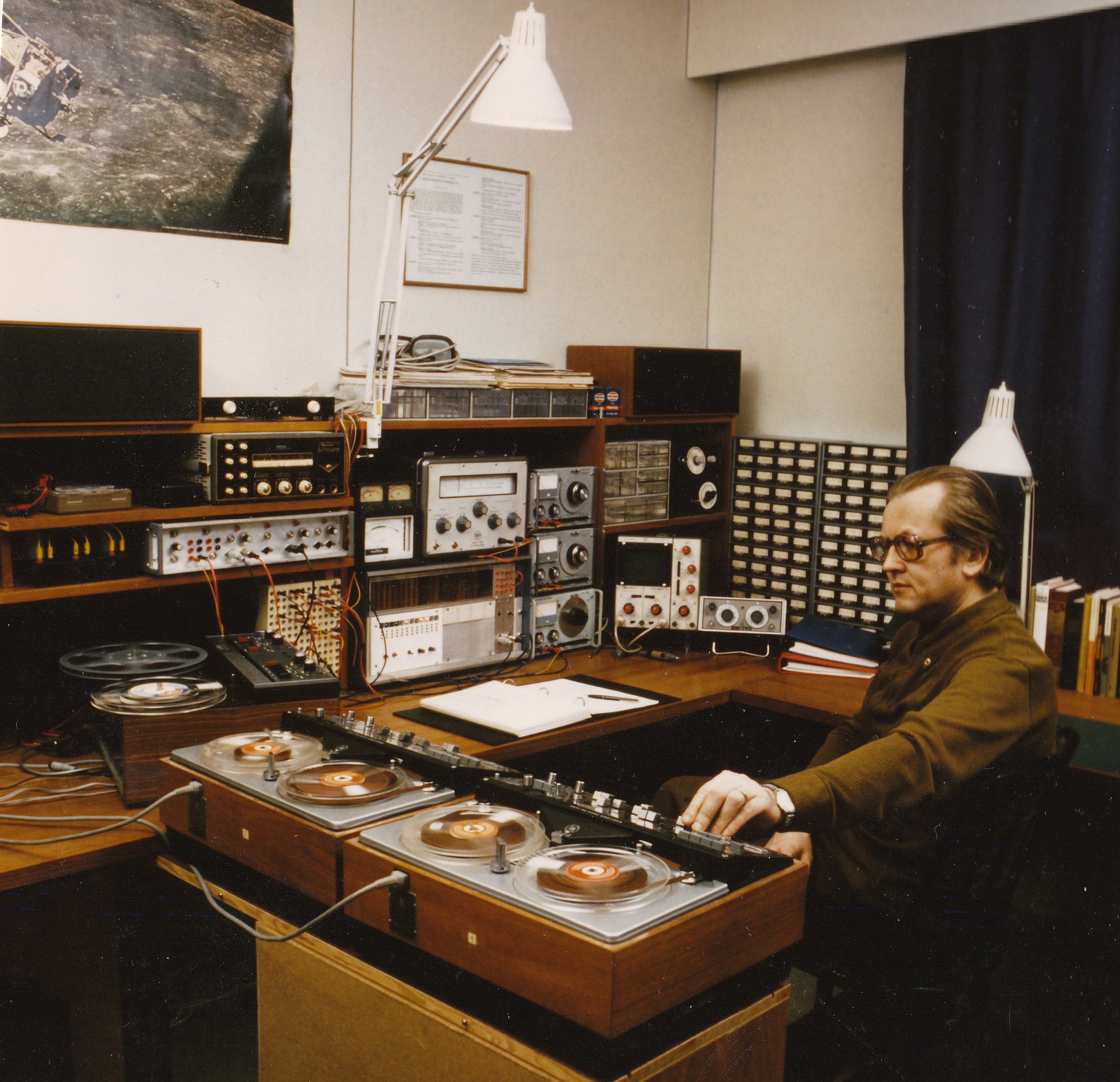
Osmo Lindeman.

Osmo Uolevi Lindeman, född 16 maj 1929 i Helsingfors, död 15 februari 1987 i Vanda, var en finländsk pianist och kompositör. 
Lindeman erhöll 1959 kompositionsdiplom från Sibelius-Akademin och studerade 1959–1960 för Carl Orff i München. Från 1961 verkade han som lektor i musikteori vid Sibelius-Akademin. Lindeman komponerade två symfonier och två pianokonserter samt kammar- och filmmusik. Han räknas till elektronmusikens pionjärer i Finland.